# Sericia alix
Sericia alix là một loài bướm đêm trong họ Erebidae.